# Kamerunlinie

Schematische Übersicht der Kamerunlinie und der Geologie ihrer Umgebung

Die Kamerunlinie (englisch Cameroon line) ist eine vulkanische Gebirgskette in Zentralafrika.

## Lage
Die Gebirgskette erstreckt sich auf dem Festland entlang der Grenze zwischen Kamerun und Nigeria und reicht von der Bucht von Bonny in Richtung des Tschadsees. Markante landschaftliche Merkmale sind der 4040 m hohe Kamerunberg und das Kameruner Grasland. Im Golf von Guinea setzt sich die Kamerunlinie in Form der Inseln São Tomé und Príncipe sowie den zu Äquatorialguinea gehörigen Bioko und Annobón (Pagalu) fort. Weiter im Südwesten gehören einige Tiefseeberge zur Linie.

## Aktivität
Mit Ausnahme des Kamerunberges ruhen die Vulkane entlang der Kamerunlinie derzeit. Markante Vulkane dieser Kette sind das Bambouto-Massiv, Manengouba, Oku und der Kupe. Bekannt sind auch einige Kraterseen, darunter der Barombi Mbo, der Bermin-See und der Nyos-See. In letzterem ereignete sich 1986 eine verheerende limnische Eruption, die durch die schlagartige Freisetzung von Kohlendioxid aus dem damit gesättigten Tiefenwasser und die Verdrängung der Atemluft in den Tälern in der Umgebung des Sees etwa 1700 Todesopfer forderte.

## Geologie
Geologisch betrachtet liegt die Kamerunlinie im Bereich der zentralafrikanischen Scherzone, die vom Golf von Guinea bis in den Sudan reicht und mit dem Großen Afrikanischen Grabenbruch in Verbindung steht. Westlich der Kamerunlinie liegt der Benue-Trog oder Benue-Graben, ein weiterer Grabenbruch. Zur Entstehung der Linie gibt es im Wesentlichen zwei Theorien: Die erste geht von einem relativ langsamen Hotspot bzw. einem Plume unter dem Gebiet aus, der sich derzeit unter dem Oku-Massiv befinden soll. Die andere Theorie erklärt die Entstehung mit tektonischen Spannungen bei der Bewegung der Afrikanischen Platte, wobei sich eine einem Tripelpunkt ähnliche Struktur gebildet haben soll. Zwei der drei Arme dieser Struktur bilden dabei den Mittelatlantischen Rücken, während der dritte Arm vom Rücken weg in Richtung Inland zeigen soll.